# Baryphracta

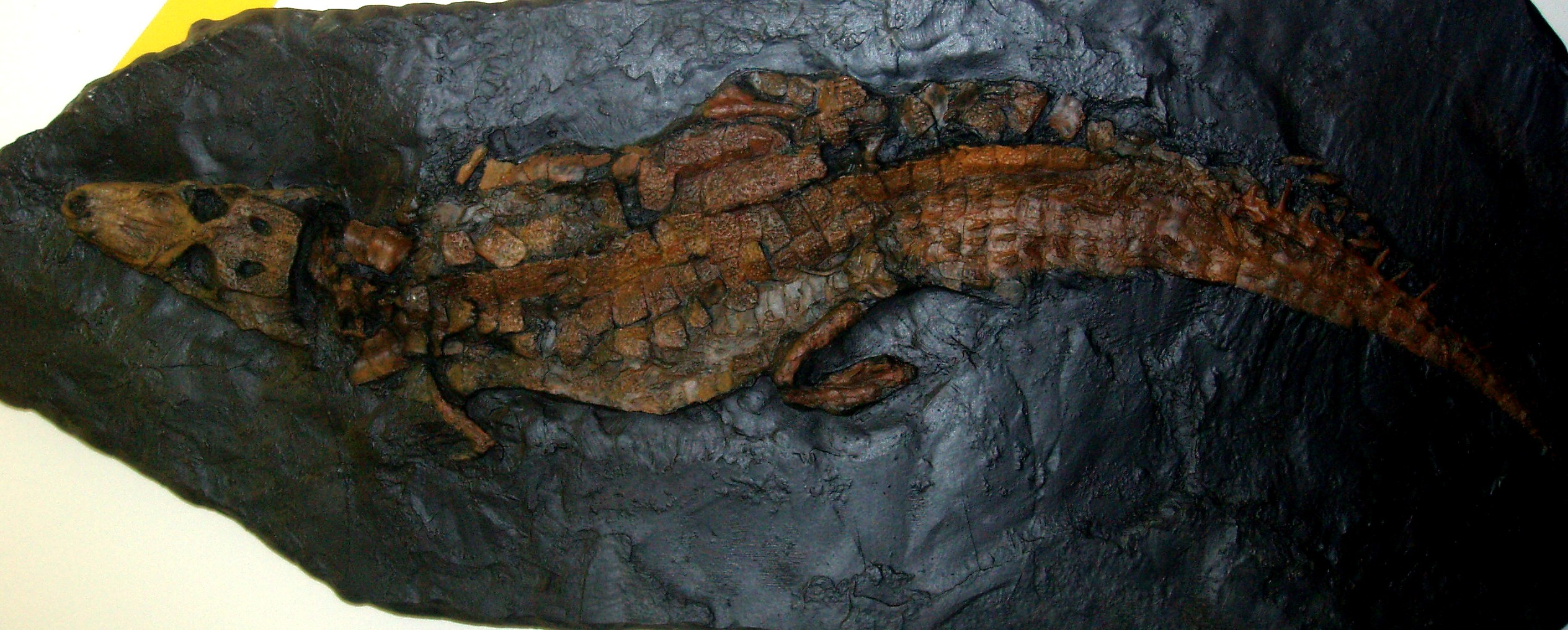
Baryphracta deponiae

Baryphracta es un género extinto de crocodiliano diplocinodontino. Es un pariente cercano de los géneros Diplocynodon y Tadzhikosuchus. Sus fósiles se han encontrado en el sitio fosilífero de Messel cerca de Messel, en Alemania, el cual fue depositado durante el Eoceno medio en el Paleógeno. No fue el único crocodiliano encontrado en el área; otros géneros incluyen su pariente cercano Diplocynodon así como crocodílidos como Asiatosuchus y Allognathosuchus. En 1999, se propuso que el género era un sinónimo más moderno de Diplocynodon.